# Saison 4 de Nancy Drew
Chronologie
Saison 3
Cet article présente le guide des épisodes de la quatrième et dernière saison de la série télévisée américaine Nancy Drew.

## Généralités

### Diffusion
- Aux États-Unis, la saison a été diffusée entre le 31 mai 2023 et le 23 août 2023 sur le réseau The CW.
- Au Canada, elle a été diffusée en simultané sur W Network.
- En France, elle a été diffusée intégralement le 19 janvier 2024 sur 6play via W9 et reste disponible sur 6play.
- Elle reste inédite dans les autres pays francophones.

## Distribution

### Acteurs principaux
- Kennedy McMann (VF : Anne Tilloy) : Nancy Drew
- Leah Lewis (VF : Alice Taurand) : Georgia « George » Fan
- Maddison Jaizani (VF : Leslie Lipkins) : Elizabeth « Bess » Marvin
- Tunji Kasim (VF : Brice Ournac) : Ned « Nick » Nickerson
- Alex Saxon (VF : Rémi Caillebot) : Ace
- Riley Smith (VF : Damien Ferrette) : Ryan Hudson
- Scott Wolf (VF : Cédric Dumond) : Carson Drew

### Acteurs récurrents
- Erin Cummings : Détective Lovett
- Henrique Zaga : Tristan Glass
- Rachel Colwell : Addy Soctomah
- Sharon Taylor : Shelby Glass
- Thomas Cadrot : Jonas Glass
- Richard Keats : Juge Abbott

### Invités
- Ecstasia Sanders (en) : Officier Joyce Marquez
- Erica Cerra : Procureure Jean Rosario
- Osric Chau : Edwin George Chen

## Épisodes

### Épisode 1:Le Dilemme des amoureux maudits
- États-Unis : 31 mai 2023 sur The CW
- France : 19 janvier 2024 sur 6play

- États-Unis : 394 000 téléspectateurs[1]

- Emma Whilley : Corps #1
- Aidan Springle : Corps #2
- Devyn Dalton (en) : Corps #3
- Greer Whillans : Corps #4
- Richard O'Sullivan : Corps #5
- Jenaya Ross : Corps #6
- Troy James : Corps #7
- Pam McCartney : Corps #8
- Frank Paige : Gars de la morgue
- Andre Scott : Policier
- Jojo Ahenkorah : Garde de sécurité
- Sei Campbell : Technicien

### Épisode 2:Une Jeune fille en colère
- États-Unis : 7 juin 2023 sur The CW
- France : 19 janvier 2024 sur 6play

- États-Unis : 465 000 téléspectateurs[2]

- Arianna Ngnomire : Jade
- Alexander Cendese : Logan Rhodes
- Jaycie Dotin : Margaret "Maggie" Pyne Lake
- Holly LaRoche : Jeune Maggie Lake
- Paul Almeida : Infirmier
- Dane Schioler : Jeune Logan Rhodes
- Anni Ramsay : Jeune infirmière
- Curtis Talon Ahenakew : Mr. Soctomah
- Patsy Tuba : Mrs. Soctomah

### Épisode 3:La Curiosité est un vilain défaut
- États-Unis : 14 juin 2023 sur The CW
- France : 19 janvier 2024 sur 6play

- États-Unis : 397 000 téléspectateurs[3]

- Geraldine Chiu : Jesse Fan
- Alison Thornton : Birdie
- Trevor Lerner : Fred
- Jude Wilson : Avery
- Catherine Lough Haggquist : Brie Fortfield
- Ron Robinson : Aaron

### Épisode 4:Le Tournage de l'horreur
- États-Unis : 21 juin 2023 sur The CW
- France : 19 janvier 2024 sur 6play

- États-Unis : 359 000 téléspectateurs[4]

- Bethany Brown : Laci McAllister
- Catherine Lough Haggquist : Brie Fortfield
- Ben Cotton : Doug Vexler
- Faith Wright : TJ
- Nicolas Ouellette : Jim Stanley
- Ryan Handley : Blaise
- Marcus Aurelio : Jeff
- Kia Stuart : Aja
- Osmond Bramble : Hank / Longhook
- Dominique Termansen : Chris
- Megan Munro : Jeune actrice
- Serena Crouse : Jeune Brie

### Épisode 5:Les Dents du malheur
- États-Unis : 28 juin 2023 sur The CW
- France : 19 janvier 2024 sur 6play

- États-Unis : 370 000 téléspectateurs[5]

- Jessica Meraz : Red
- Giacomo Baessato : Connor
- Ellie Harvie : Lily
- Trevor Lerner : Fred
- Troy James : Mangeur de péché
- Kelly Ann Woods : Chef de département
- Adam Kirschner : Assistant de laboratoire
- Kaden Connors : Marcus
- Nikko Harris : Dernier gars
- Matt Haffner : Garçon mignon
- Brandy Le : Rendez-vous #1
- Jacob Ndolelire : Rendez-vous #2
- Derek Kwan : Jeune officier
- Lorretta Chow : Femme

### Épisode 6:La Toile du passé
- États-Unis : 5 juillet 2023 sur The CW
- France : 19 janvier 2024 sur 6play

- États-Unis : 379 000 téléspectateurs[6]

- Giacomo Baessato : Connor
- Georgia Bradner : Corinne
- Gabriel Drake : Jeune conservateur
- Matthew Nelson-Mahood : Keith

### Épisode 7:Les Faucheurs de Hollow Oak
- États-Unis : 12 juillet 2023 sur The CW
- France : 19 janvier 2024 sur 6play

- États-Unis : 393 000 téléspectateurs[7]

- Arianna Ngnomire : Jade
- Jenaya Ross : Toutes les ombres
- Andrew Prest : Chef des ombres
- Derek Kwan : Jeune policier

### Épisode 8:La Balustrade secrète
- États-Unis : 19 juillet 2023 sur The CW
- France : 19 janvier 2024 sur 6play

- États-Unis : 373 000 téléspectateurs[8]

- Anthony Natale : Thom
- Sally Pressman : Callie Farquar
- Harrison Browne : Cameron
- Josh Hudniuk : Luke Galli
- Dallen Brodowski : Matthew Galli
- Kat Pasion : Maitre D
- Jenaya Ross : Statue
- Mélania Solano : Kiran
- Troy Mclaughlin : Président
- Georgie Daburas : Patron

### Épisode 9:La Mémoire de l'âme volée
- États-Unis : 26 juillet 2023 sur The CW
- France : 19 janvier 2024 sur 6play

- États-Unis : 340 000 téléspectateurs[9]

- Sally Pressman : Callie Farquar
- Ashleigh LaThrop : Le fantôme
- Giacomo Baessato : Connor
- Harrison Browne : Cameron
- David James Lewis : August Pritchard
- Patsy Tuba : Adelaide Soctomah
- Curtis Talon Ahenakew : Henry Soctomah
- Karen Holness : Juge Goodman
- Neemish Parekh : Procureur Marcus Francouer
- Michael Ryan : Kenneth Clark III
- Jason Asuncion : Garde de sécurité
- Suge Blanco : Dépanneur
- Troy James : Dévoreur de Péchés
- Jenaya Ross : Momie
- Laura Mac : Huissier
- Angie Chen : Habitante #1
- Keyosha Waugh : Habitante #2

### Épisode 10:La Ballade des vies antérieures
- États-Unis : 2 août 2023 sur The CW
- France : 19 janvier 2024 sur 6play

- États-Unis : 372 000 téléspectateurs[10]

- Mako Ibrahim : Mia Peterson
- Ashleigh LaThrop : Le fantôme
- Joel Oulette : Nashua Kipp
- Troy James : Dévoreur de Péchés
- Jay Hindle : Johnny Wedgeford

### Épisode 11:Le Sacrifice du pêcheur
- États-Unis : 9 août 2023 sur The CW
- France : 19 janvier 2024 sur 6play

- États-Unis : 388 000 téléspectateurs[11]

- Sally Pressman : Callie Farquar
- Anthony Natale : Thom
- Ashleigh LaThrop : Le fantôme
- Nicole Oliver : Rebecca
- Giacomo Baessato : Connor
- Geraldine Chiu : Jesse Fan
- Zoriah Wong : Charlie Fan
- Ariah Lee : Ted Fan
- Jesse Muhoozi : Kwame
- Troy James : Dévoreur de Péchés
- Bethel Lee : IntakeNurse
- Susi Bolender : Susi

### Épisode 12:Une Vérité qui blesse
- États-Unis : 16 août 2023 sur The CW
- France : 19 janvier 2024 sur 6play

- États-Unis : 402 000 téléspectateurs[12]

- Anthony Natale : Thom
- Sally Pressman : Callie Farquar
- Jessica Meraz : Red
- Ashleigh LaThrop : Alice Palermo
- Alison Thornton : Birdie
- Geraldine Chiu : Jesse Fan
- Harrison Browne : Cameron
- Aqqalu Meekis : Ben
- Ron Selmour : Fossoyeur
- Jenaya Ross : Momie

### Épisode 13:Lueur entre deux vies
- États-Unis : 23 août 2023 sur The CW
- France : 19 janvier 2024 sur 6play

- États-Unis : 353 000 téléspectateurs[13]

- Jessica Meraz : Red
- Arianna Ngnomire : Jade
- Giacomo Baessato : Connor
- Trevor Lerner : Fred
- Shiraine Haas : Maryn
- Joel Oulette : Nashua Kipp
- David James Lewis : August Pritchard
- Jade Pattenden : Femme à la pompe à essence
- Hyuma Frankowski : Homme dans la cour
- Roman Kinsella : Enfant dans la cour
- Rorelee Tio : Femme avec la hache